# Prečec
Prečec – wieś w Chorwacji, w żupanii zagrzebskiej, w gminie Brckovljani. W 2011 roku liczyła 220 mieszkańców.